# Reuben Fine
Reuben Fine (New York, 11. listopada 1914. – New York 26. travnja 1993.) bio je američki šahovski velemajstor, psiholog i autor.
Osvojio je prvo mjesto na velikom AVRO turniru 1938., no nikada nije postao svjetskim prvakom. Bio je autor mnogih šahovskih knjiga, među kojima se posebno ističe duologija Osnovne šahovske konačnice (1941).